# リードワンダー
リードワンダー（欧字名:Lead Wonder、1978年5月5日 - 1998年8月25日）は、日本の競走馬、種牡馬。
主な勝ち鞍は、1981年のきさらぎ賞。

## 生涯

### デビューまで
キクノホウランは、1971年生まれの牝馬であり、2戦未勝利ののち繁殖牝馬となった。3年目にはトライバルチーフを配合したが馬格に乏しかった。そのため、翌4年目の1978年には、大柄な体型の種牡馬であるアローエクスプレスを選び、4回目の種付けでようやく受胎した。1978年5月5日、北海道新冠町の森永正志牧場で鹿毛の牡馬（後のリードワンダー）が誕生した。
生後1週間以内に、服部正利調教師の目に留まり、この時点で服部による管理が決定した。11月末の乳離れ直後の10日間、原因不明の発熱に冒された以外は、健康に過ごした。2歳の時、1歳年下のリードエーティと併せて2頭1600万円で熊本芳雄に購買された。12月、栗東トレーニングセンターの服部正利厩舎に入厩した。

### 競走馬時代
1980年7月12日、小倉競馬場の新馬戦に田島信行が騎乗してデビュー。最内枠から逃げに出て、後方に10馬身以上差を広げた大差勝ちを果たした。なお、この競走は8頭立てであり、1着から8着まで枠順通りで決着した。続いて同じく小倉のフェニックス賞では武邦彦に乗り替わり参戦し、好位から抜け出して2連勝とした。一休みして秋は阪神競馬場の3歳ステークスに出走し、5頭立ての少頭数で勝利を期待されたが、レース中に飛節を捻挫するアクシデントもあり、ブービー賞4着に敗れた。

3か月間の休養の間に、4歳となり1月11日のシンザン記念では、7番人気まで人気落としたが、2番手で進み2着。続く2月8日のきさらぎ賞に参戦し、3番人気の支持を集めた。逃げるヒロノワカコマに次ぐ2番手に位置し、ハイペースの中2頭のみ争いとなった。直線では外からリードワンダーが伸びてヒロノワカコマを差し切ると、1馬身半差をつけて先頭で入線した。1977年優勝のリュウキコウが樹立したきさらぎ賞レコードと同じタイムで走破した。騎乗した田島は、こう語る。
服部は、以前管理した二冠馬キタノカチドキ以上に評価し、同様に皐月賞、東京優駿出走を期待した。同世代の牡馬は、最優秀3歳牡馬のサニーシプレ―が骨折したため大本命が不在の状況であったが、きさらぎ賞を制したリードワンダーがその位を担うこととなり、翌日の関西のスポーツ新聞では「西に新特急ワンダー」「アローの新星、東上一番切符」とはやした。3月1日の関東行きを決めていたものの、きさらぎ賞後のレントゲン検査の結果、右前種子骨下端部にヒビが入っていることが判明。全治6か月の診断からクラシック参戦を断念し、北海道浦河町の日進牧場で放牧された。
1982年5月16日のスワンステークスで復帰。それから5か月間で9戦に出走したが、いずれも勝利を挙げることはできなかった。10月9日の条件戦、貴船特別で5着に敗れたのを最後に競走馬を引退した。

### 種牡馬時代
競走馬引退後は、日進牧場にて種牡馬としての訓練を施したのち、西幌別種馬センターに繋養された。競走成績は重賞1勝にとどまったが、9団体8株、総額80万円のシンジケートを結成された。初年度の種付け料は、受胎確認後20万円、不受胎なら無料という価格設定であった。輸入種牡馬が盛んに導入される一方、これまで内国産種牡馬の筆頭を担ったのは、父アローエクスプレスであった。しかし、アローエクスプレスの体調が悪く種付けを辞めており、リードワンダーにはその後継として期待された。初年度からサンキンハヤテを出すなど、重賞優勝産駒を多数輩出した。

## 競走成績
以下の内容は、netkeiba.comおよびJBISサーチの情報に基づく。
| 競走日     | 競馬場 | 競走名         | 格   | 距離 （馬場） | 頭 数 | 枠 番 | 馬 番 | オッズ （人気） | 着順 | タイム | 騎手      | 斤量 [kg] | 1着馬（2着馬）     |
| ---------- | ------ | -------------- | ---- | ------------- | ----- | ----- | ----- | --------------- | ---- | ------ | --------- | --------- | ------------------ |
| 1980.07.12 | 小倉   | 3歳新馬        |      | 芝1000m（不） | 8     | 1     | 1     | 001.70（1人）   | 01着 | -059.0 | 0田島信行 | 52        | (イワキダンサー)   |
| 0000.08.03 | 小倉   | フェニックス賞 |      | 芝1200m（良） | 7     | 3     | 3     | 001.40（1人）   | 01着 | 1:12.2 | 0武邦彦   | 53        | (ニホンピロエリカ) |
| 0000.09.27 | 阪神   | 3歳S           |      | 芝1400m（重） | 5     | 5     | 5     | 002.10（1人）   | 04着 | 1:27.2 | 0田島信行 | 53        | ネーハイフォルティ |
| 1981.01.11 | 京都   | シンザン記念   |      | 芝1600m（良） | 16    | 4     | 8     | 014.30（7人）   | 02着 | 1:36.1 | 0田島信行 | 55        | ヒロノワカコマ     |
| 0000.02.08 | 中京   | きさらぎ賞     |      | 芝1800m（良） | 7     | 3     | 3     | 003.80（3人）   | 01着 | 1:48.9 | 0田島信行 | 55        | (ヒロノワカコマ)   |
| 1982.05.16 | 京都   | スワンS        |      | 芝1600m（良） | 16    | 2     | 4     | 021.40（9人）   | 10着 | 1:35.7 | 0武邦彦   | 55        | アグネスベンチャー |
| 0000.06.06 | 阪神   | 宝塚記念       |      | 芝2200m（良） | 15    | 7     | 12    | 091.7（13人）   | 13着 | 2:14.6 | 0田島信行 | 56        | モンテプリンス     |
| 0000.06.20 | 中京   | 中日スポーツ杯 |      | 芝1800m（良） | 8     | 1     | 1     | 005.70（3人）   | 05着 | 1:48.2 | 0田島信行 | 57        | メジロカーラ       |
| 0000.06.27 | 中京   | 高松宮杯       |      | 芝2000m（良） | 8     | 5     | 5     | 041.00（5人）   | 04着 | 2:01.1 | 0田島信行 | 57        | カズシゲ           |
| 0000.07.25 | 阪神   | 小倉大賞典     |      | 芝2000m（不） | 13    | 1     | 1     | 007.40（2人）   | 12着 | 2:05.3 | 0武邦彦   | 56        | ニシノチェニル     |
| 0000.08.08 | 阪神   | 北九州記念     |      | 芝1600m（重） | 10    | 2     | 2     | 009.30（4人）   | 09着 | 1:37.1 | 0田島信行 | 57        | オオミシャダイ     |
| 0000.09.11 | 阪神   | セプテンバーS  | 13下 | 芝1600m（良） | 13    | 8     | 12    | 018.70（9人）   | 10着 | 1:35.8 | 0四位満教 | 57        | ヤマニンセクレ     |
| 0000.09.25 | 阪神   | 4歳上オープン  |      | ダ1700m（重） | 10    | 6     | 6     | 016.10（7人）   | 03着 | 1:44.2 | 0土肥幸広 | 54        | タマトップ         |
| 0000.10.09 | 京都   | 貴船特別       | 13下 | ダ1800m（良） | 11    | 4     | 4     | 013.20（6人）   | 05着 | 1:50.9 | 0田島信行 | 57        | カネデントーショー |

## 種牡馬成績

### 主な産駒
- サンキンハヤテ（牡、1984年生） 阪急杯、セントウルステークス、小倉3歳ステークス、阪神3歳ステークス2着
- シヨノロマン（牝、1985年生） ローズステークス、チューリップ賞、桜花賞2着、エリザベス女王杯2着
- ヒデノリード（牡、1989年生）ブリーダーズゴールドカップ
- アラタマワンダー（牡、1989年生） 小倉大賞典
- マイネルフリッセ（牡、1985年生） きさらぎ賞
- カズノリュウセイ（牡、1992年生） スプリングカップ2回、中日杯
- サカモトリードワン（牡、1992年生） 南部駒賞、東北サラブレッド3歳チャンピオン
- グランリードワン（牡、1985年生）不来方賞

#### ブルードメアサイアーとしての主な産駒
- タフネススター（牝、1997年生）カブトヤマ記念
- ダンツミュータント（牡、2009年生）京都ジャンプステークス

## 血統表
| リードワンダーの血統（グレイソヴリン系 / Fairway・Pharos5・5×5=9.38%、Nearco4×5=9.38% (母内) ） | リードワンダーの血統（グレイソヴリン系 / Fairway・Pharos5・5×5=9.38%、Nearco4×5=9.38% (母内) ） | リードワンダーの血統（グレイソヴリン系 / Fairway・Pharos5・5×5=9.38%、Nearco4×5=9.38% (母内) ） | （血統表の出典）       | （血統表の出典） |
| 父 アローエクスプレス 1967 鹿毛                                                                 | 父の父*スパニッシュイクスプレス Spanish Express 1962 鹿毛                                       | Sovereign Path                                                                                  | Grey Sovereign         | Grey Sovereign   |
| 父 アローエクスプレス 1967 鹿毛                                                                 | 父の父*スパニッシュイクスプレス Spanish Express 1962 鹿毛                                       | Sovereign Path                                                                                  | Mountain Path          |                  |
| 父 アローエクスプレス 1967 鹿毛                                                                 | 父の父*スパニッシュイクスプレス Spanish Express 1962 鹿毛                                       | Sage Femme                                                                                      | Le Sage                | Le Sage          |
| 父 アローエクスプレス 1967 鹿毛                                                                 | 父の父*スパニッシュイクスプレス Spanish Express 1962 鹿毛                                       | Sage Femme                                                                                      | Sylvia's Grove         |                  |
| 父 アローエクスプレス 1967 鹿毛                                                                 | 父の母*ソーダストリーム Soda Stream 1953 栃栗毛                                                 | Airborne                                                                                        | Precipitation          | Precipitation    |
| 父 アローエクスプレス 1967 鹿毛                                                                 | 父の母*ソーダストリーム Soda Stream 1953 栃栗毛                                                 | Airborne                                                                                        | Bouquet                |                  |
| 父 アローエクスプレス 1967 鹿毛                                                                 | 父の母*ソーダストリーム Soda Stream 1953 栃栗毛                                                 | Pangani                                                                                         | Fair Trial             | Fair Trial       |
| 父 アローエクスプレス 1967 鹿毛                                                                 | 父の母*ソーダストリーム Soda Stream 1953 栃栗毛                                                 | Pangani                                                                                         | Clovelly               |                  |
| 母 キクノホウラン 1971 鹿毛                                                                     | 母の父*フィダルゴ Fidalgo 1956 鹿毛                                                             | Arctic Star                                                                                     | Nearco                 | Nearco           |
| 母 キクノホウラン 1971 鹿毛                                                                     | 母の父*フィダルゴ Fidalgo 1956 鹿毛                                                             | Arctic Star                                                                                     | Serena                 |                  |
| 母 キクノホウラン 1971 鹿毛                                                                     | 母の父*フィダルゴ Fidalgo 1956 鹿毛                                                             | Miss France                                                                                     | Jock                   | Jock             |
| 母 キクノホウラン 1971 鹿毛                                                                     | 母の父*フィダルゴ Fidalgo 1956 鹿毛                                                             | Miss France                                                                                     | Nafah                  |                  |
| 母 キクノホウラン 1971 鹿毛                                                                     | 母の母ロイヤルベエンチャ 1965 鹿毛                                                              | *ロイヤルチャレンヂャー Royal Challenger                                                        | Royal Charger          | Royal Charger    |
| 母 キクノホウラン 1971 鹿毛                                                                     | 母の母ロイヤルベエンチャ 1965 鹿毛                                                              | *ロイヤルチャレンヂャー Royal Challenger                                                        | Skerweather            |                  |
| 母 キクノホウラン 1971 鹿毛                                                                     | 母の母ロイヤルベエンチャ 1965 鹿毛                                                              | *ネヴアーヴエンチユアー Never Venture                                                           | Faubourg               | Faubourg         |
| 母 キクノホウラン 1971 鹿毛                                                                     | 母の母ロイヤルベエンチャ 1965 鹿毛                                                              | *ネヴアーヴエンチユアー Never Venture                                                           | Esquire Girl F-No.14-c |                  |

- 主な近親はプリティーポリー#シスターサラ系を参照